# آسلات هفت‌تیرکش
آسلات هفت‌تیرکش (به انگلیسی: Revolver Ocelot) که تحت عنوان‌های شالاشاسکا، لیکوئید آسلات و آدام نیز شناخته می‌شود، یک شخصیت ساختگی در مجموعه بازی‌های ویدئویی متال گیر شرکت کونامی می‌باشد، که به عنوان یکی از شخصیت‌های منفی و ضدقهرمان اصلی این سری به‌شمار می‌رود. او یکی از افراد لیکوئید اسنیک در نسخهٔ متال گیر سالید، دست راست سالیدوس اسنیک در قسمت ۲: پسران آزادی، رقیب بیگ باس در متال گیر سالید ۳: اسنیک ایتر، به دنبال تصرف قدرت میهن‌دوستان و انتقام از سالید اسنیک در متال گیر سالید ۴: سلاح‌های میهن‌پرستان، و یار مورد اعتماد ونوم اسنیک در متال گیر سالید ۵: فانتوم پین بود.
آسلات در طی مدت کار خود، نقش یه جاسوس دو و سه جانبه را در میان سازمان‌های مختلف از جمله میهن‌پرستان بازی می‌نمود. آسلات متخصص در شکنجه‌گری، هفت‌تیرکشی ماهر و یکی از طرفداران بزرگ وسترن اسپاگتی بود. او حتی قادر به شلیک هدف‌های خارج از دید با اصابت گلوله به اشیاء جانبی و کمانه کردن آن بود.